# Interrobang

Interrobang

Interrobang (‽), znany również jako interabang – znak typograficzny będący kombinacją pytajnika i wykrzyknika. Według zamysłu pomysłodawcy Martina K. Specktera interrobang służy wyrażeniu jednocześnie emocji zaskoczenia i wątpliwości. W najbardziej znanym projekcie graficznym wykrzyknik jest wpisany w pytajnik. Znak popularny w latach 60. XX wieku; obecnie niestosowany.

## Historia

### Koncepcja znaku
Pomysł na nowy znak typograficzny, który miałby zastąpić zapis stojących obok siebie pytajnika (?) i wykrzyknika (!), narodził się na początku lat 60. XX wieku za sprawą Martina K. Specktera. Speckter, właściciel agencji reklamowej (zajmującej się m.in. „Wall Street Journal”), redaktor dwumiesięcznika „Type Talks” poświęconego typografii w reklamie, szukał ekonomicznego rozwiązania, którym dałoby się zastąpić zapis dwu znaków interpunkcyjnych (?! lub !?).

W marcu 1962 roku opublikował artykuł Making a New Point, or, How About That... Zaproponował w nim połączenie znaku zapytania i wykrzyknienia w postaci jednego znaku. W artykule pisał poirytowany, że:
[...] ani dziś nie ma znaku, który by w oczywisty sposób łączył i stapiał w jedno pytanie z wykrzyknieniem.

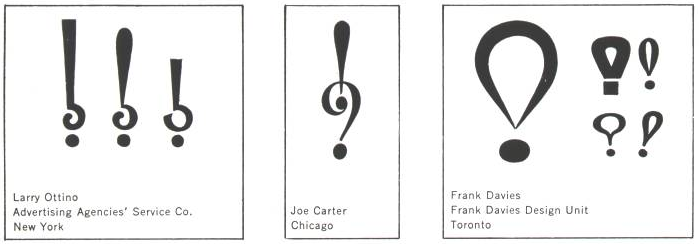
Propozycje interrobangów nadesłane przez czytelników do „Type Talks” (maj–czerwiec 1962).

Nowy znak (‽), będący połączeniem pytajnika i wykrzyknika, miał wyrażać dwie różne emocje – zaskoczenie i wątpliwość. Za takim rozwiązaniem przemawiała ekonomiczność zapisu (zamiast dwu znaków ?! lub !? – kombinacja w postaci jednego znaku). Speckter nadał mu robocze nazwy exclamaquest lub interrobang. Zaapelował do czytelników artykułu z prośbą o nadsyłanie graficznych interpretacji znaku oraz propozycji nazwy dla niego.

### Graficzne interpretacje

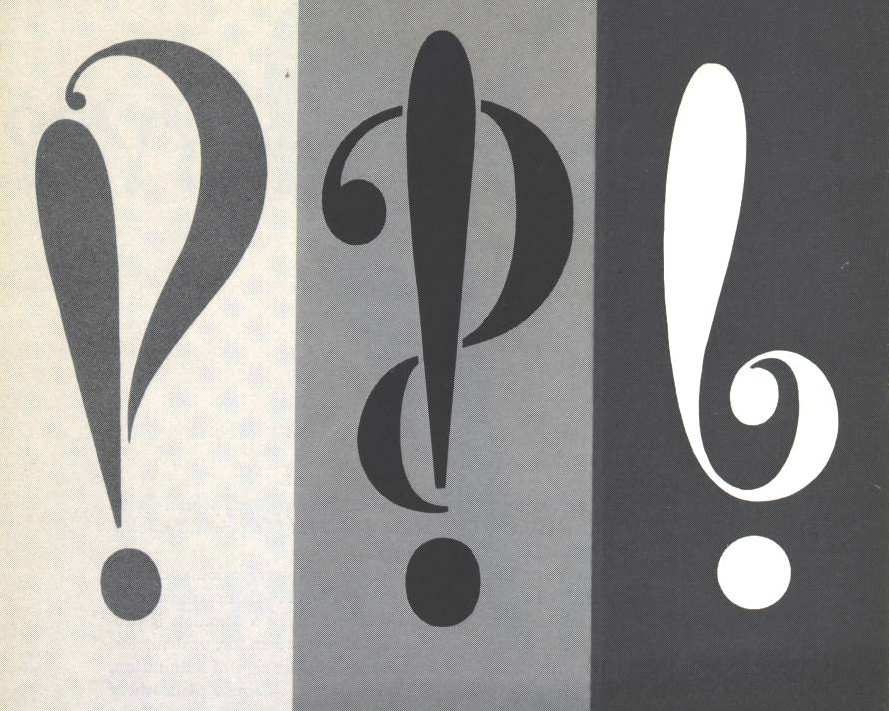
Propozycje interrobangów zaprezentowane w 1962 przez Jacka Liptona (we współpracy z M. Speckterem) w „Type Talks”.

W odpowiedzi na apel M. Specktera wielu grafików i typografów nadesłało własne koncepcje graficzne interrobangu. Wszystkie odznaczały się pomysłowością, były wyrazem sztuki tamtych czasów. Wśród nich pojawiły się takie projekty jak np. wykrzyknik zaokrąglony u dołu na wzór pytajnika autorstwa Larry’ego Ottina, czy pytajnik w kształcie balona Franka Daviesa. Największe uznanie zdobył jednak z pozoru banalny projekt Jacka Liptona, w którym wykrzyknik i pytajnik tworzą jeden znak.

### Koncepcja nazwy
Wraz z graficznymi rozwiązaniami czytelnicy nadsyłali propozycje nazwy dla nowego znaku. Wśród nich pojawiły się propozycje: emphaquest, interrapoint, exclarogative, consternation mark. W środowisku dziennikarskim przyjęła się jednak wymyślona przez Specktera na samym początku nazwa interrobang, do czego przyczynili się sami dziennikarze, rozpisujący się na temat nowego znaku. Za popularnością tej nazwy przemawiało jej pochodzenie: pierwszy człon interrogatio z łaciny może oznaczać ‘pytanie retoryczne’, a drugi człon bang to w angielskim slangu określenie wykrzyknika.

### Recepcja znaku
Czytelnicy ochoczo odpowiedzieli na apel M. Specktera, nadsyłając do „Type Talks” własne projekty interrobangu. Również w gazetach pomysł Specktera zyskał duży rozgłos. Doszło nawet do tego, że podważano prawdziwość tej koncepcji. Dziennikarz Joseph Kaslow z entuzjazmem całą kolumnę poświęcił idei połączenia pytajnika i wykrzyknika. Jego tekst ukazał się 1 kwietnia 1962. Nie wiadomo, czy data publikacji była przypadkowa, czy było to zaplanowane działanie autora artykułu. Niewątpliwie wpłynęła ona na rozgłos interrobangu, ale i na wątpliwości co do jego prawdziwości. Na wspomniany zarzut M. Speckter odpowiedział w kolejnym numerze „Type Talks”:
Cóż, „Type Talks” sprzyjają wszystkiemu, co czyni komunikację bardziej efektywną, tak więc nasza propozycja z żartu ma w sobie niewiele.

## Zastosowanie

### Lata 60. i 70. XX wieku
Interrobang według zamysłu pomysłodawcy miał pojawiać się w tekstach tam, gdzie dotychczas stawiano dwa znaki – pytajnik i wykrzyknik. Trudności sprawiało zastosowanie nowego znaku podczas pisania na maszynie. Wymagało to bowiem od piszącego, by w tym samym miejscu, gdzie pojawił się pytajnik, postawił wykrzyknik. Choć sprawiało to trudności, było jednak możliwe. Niewykonalne natomiast było użycie interrobangu przez zecerów, którzy musieli w tym celu składać tekst za pomocą ręcznie robionych interrobangów bądź wycinanych żyletką znaków przez rysowników.

W 1966 roku na zamówienie American Type Founders Richard Isbell zaprojektował nowy krój czcionki, którą z okazji dwusetnej rocznicy utworzenia Stanów Zjednoczonych nazwano Americana. Był to pierwszy szeroko dostępny krój, w którym wśród znaków interpunkcyjnych uwzględniono interrobang. W 1967 „Time” komentował sukces nowego znaku:

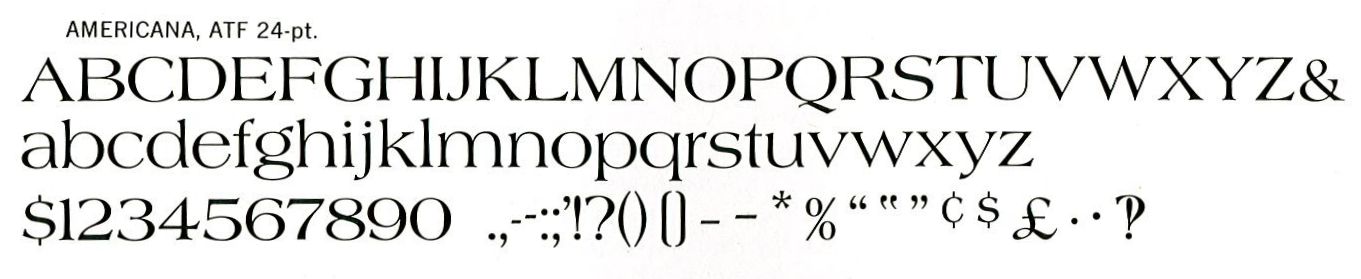
Krój czcionek Americana zaprojektowany przez Richarda Isbella (1966). Interrobang na końcu listy.

ATF, zachwycone możliwościami, jakie otwiera interrobang, postanowiło włączyć go do wszystkich nowych garniturów czcionek.
Kolejnym krokiem do rozpowszechnienia interrobangu było włączenie go w 1968 roku do nowego modelu maszyny do pisania producenta Remington Rand. Znak interrobangu zaprojektował Kenneth Wright, niewątpliwie sugerując się koncepcją graficzną Jacka Liptona. Wspomniana maszyna, Model 25 Electrics, umożliwiała wymianę klawiszy i czcionek, dzięki czemu z łatwością umieszczano w niej takie znaki, jakich akurat potrzebowano. Dzięki temu można było oswoić się z nowym, niepewnym jeszcze znakiem interrobangu. Remington Rand projektem nowej maszyny do pisania ponownie wzbudził dyskusję nad sensem interrobangu. W gazetach rozpisywano się nt. jego zalet, choć niektórzy podawali w wątpliwość, czy ten znak jest komukolwiek potrzebny. Niewątpliwie był to jednak pierwszy nowy znak interpunkcyjny od stuleci.

### Obecnie

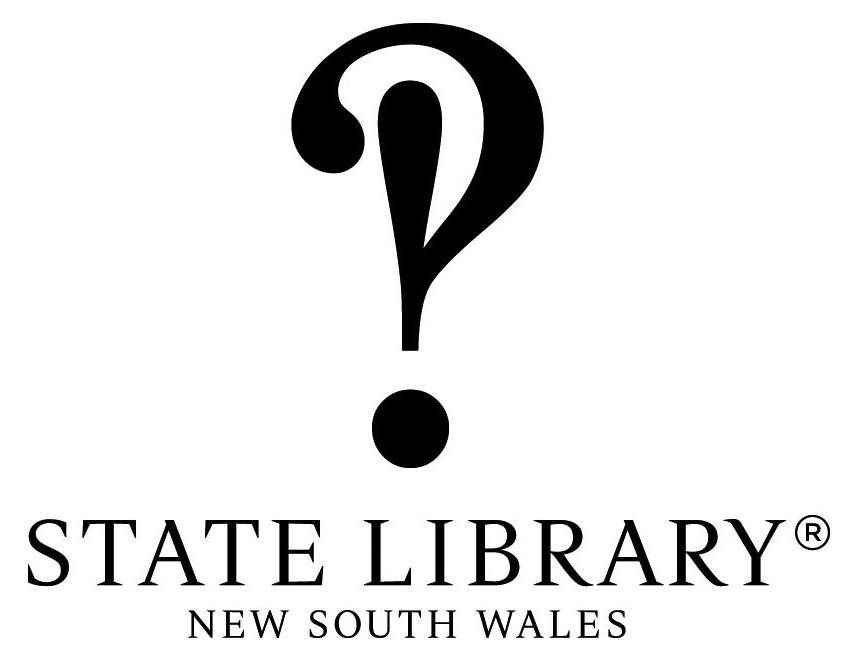
Logo biblioteki stanowej Nowej Południowej Walii w Australii projektu Frost Design.

Od momentu pojawienia się koncepcji interrobangu temat ten wzbudzał wiele kontrowersji. Zachwalano pomysł Specktera, ale i odnoszono się do niego z dystansem. Nie szczędzono też krytyki, twierdząc, że to jedynie wymysł amerykańskiego typografa. Dziś mimo nieograniczonych możliwości korzystania z licznych znaków interrobang odszedł w zapomnienie. Stał się niejako kultowym znakiem interpunkcyjnym, wykorzystywanym w celu wyróżnienia się. Jego nazwę przyjmują zespoły muzyczne, niszowe czasopisma i gazety studenckie. W taki też sposób zastosowała go biblioteka stanowa Nowej Południowej Walii w Australii, która w swoim logo umieściła właśnie interrobang.